# Aid (Würm)
Die Aid ist ein auf ihrem Namenslauf nur 3,5 km, mit ihrem längsten Oberlauf Irm zusammen fast 11 km langer Bach im westlichen baden-württembergischen Landkreis Böblingen, der in Aidlingen von links und Westen in die Würm mündet.

## Name
Der Name der Aid leitet sich von dem der Ortschaft Aidlingen ab. Ein früherer Name des Flusses war Dachtel.

## Geographie

### Verlauf
Die Aid entsteht im Aidlinger Dorf Deufringen aus dem Zusammenfluss des bedeutend längeren linken Oberlaufs Sau oder Irm, der von Nordwesten zufließt, mit dem von Westen kommenden Aischbach. Von hier fließt sie nach Osten, nimmt in der kleinen Siedlungslücke zwischen Deufringen und Aidlingen den Gärtringer Talbach aus dem Süden auf und mündet, nachdem sie Aidlingen in östlicher Richtung fast ganz durchflossen hat, nach zuletzt noch kurzem Nordostlauf neben der Flussbrücke zum Wohngebiet an der gegenüberliegenden  Würmhalde von links in die Würm.
Im Tal des kürzeren, einzugsgebietsärmeren und tiefer entspringenden Aischbachs gibt es einen auf Karten ausgewiesenen sogenannten Aidursprung westsüdwestlich des Aidlinger Dorfes Dachtel am Zulauf des gewässerlosen linken Schnepfentals, etwas unterhalb der feuchten Quellmulde, in der der Aischbach selbst entsteht. Sein zuvor eher unscheinbarer Lauf wird abwärts dieser Quelle auffälliger. 
In Aidlingen gibt es an drei Stellen kurze Nebenläufe, das Wasser eines der Kanäle treibt immer noch bei der Oberen Mühle eine kleine Turbine zur Stromproduktion an.

### Einzugsgebiet
Die Aid entwässert vor den im Westen fast angrenzenden Schwarzwald-Randplatten 47,8 km² des hier von ihrem Tal und den tieferen Einschnitten der größeren Zuflüsse gegliederten Heckengäus nach Osten zur Würm. Zu diesem Einzugsgebiet tragen der linke Quellbach Sau/Irm 18,2 km², der rechte Quellbach Aischbach 13,9 km² und der einzige und rechte Zufluss Gärtringer Talbach 11,4 km² bei. 
Der höchste Punkt liegt an der westlichen Wasserscheide auf dem Gipfel der bewaldeten Nülle südöstlich des Calwer Stadtteils Stammheim auf 595,1 m ü. NHN. Etliche andere Erhebungen ragen ebenfalls über 550 m ü. NHN auf. Die Mündung liegt auf 411,5 m ü. NHN. 
Das Einzugsgebiet der Aid liegt zwischen den beiden ungefähr nördlich laufenden Flüssen Nagold im Westen und Würm im Osten. Die höchste Wasserscheide im Westen läuft so nahe an der Nagold, dass bis auf den Stammheimer Schlittenbach auf der anderen Seite dem Schwarzwaldfluss kein auch nur annähernd der Aid nahkommender Nebenbach zumündet. Der ebenfalls merklich kleinere Altbach jenseits der nördlichen Wasserscheide strebt wie die Aid ostwärts zur abwärtigen Würm bei Grafenau-Dätzingen, wie der Krebsbach zur aufwärtigen in Ehningen, der letzte kommt an Größe etwa der Aid gleich. 
Etwas weniger als die Hälfte des Einzugsgebiets ist bewaldet. Einige Trockentäler bzw. trockene Obertäler deuten auf Verkarstung des Muschelkalks im Untergrund hin.

### Zuflüsse
Hierarchische Liste der Zuflüsse, jeweils vom Ursprung zur Mündung. Länge, Einzugsgebiet, Höhe nach dem Online-Kartenserver der Daten- und Kartendienst der Landesanstalt für Umwelt Baden-Württemberg (LUBW) (Hinweise). Andere Quellen sind vermerkt. 
Zusammenfluss der Aid aus Sau oder Irm und Aischbach auf etwa 438 m ü. NHN bei Deufringen am Knick der Irmstraße (⊙).
- Sau oder Irm, linker und nordwestlicher Quellbach, 7,3 km und 19,2 km. Entsteht auf knapp 530 m ü. NHN am Rand des Brenntenwalds zur Flurbucht Birklen etwa 2,5 km südwestlich der Ortsmitte von Gechingen (⊙). Fließt zunächst nordwestlich.
  - (Grabenzulauf), von links und Westen auf unter 490 m ü. NHN am Südrand von Gechingen, 2,7 km und 3,9 km². Entsteht auf unter 540 m ü. NHN in den Stammheimer Schanzenäckern südöstlich der Hohen Nülle (555,6 m ü. NHN) zwischen flachen Äckern. Etwas länger als der Namensast.
  - (Grabenzulauf), von links und Nordwesten auf etwa 480 m ü. NHN in Gechingen kurz vor der Brunnenstraße, 0,4 km. Entsteht als Graben im untersten Teil eines langen Trockentals zwischen Siedlungsteilen von Gechingen.
  - Insentalgraben, von links und Nordwesten auf etwa 465 m ü. NHN etwas unterhalb von Gechingen an einer Mühle, 1,4 km und 3,4 km². Entsteht auf etwa 505 m ü. NHN am Westrand des Lochwaldes. Trockenfallender Graben. Nach diesem Zufluss ungefähr am nördlichsten Punkt des Irmlaufs wendet sie sich Südostlauf.
- Aischbach, rechter und westlicher Quellbach, 2,6 km und 13,9 km. Entsteht auf etwas über 476 m ü. NHN in einer feuchten Wiese am Nordwestfuß des Hummelbergs weniger als 1,5 km westsüdwestlich der Ortsmitte von Dachtel (⊙).
  - Ausgewiesener Aidursprung am Aischbach auf etwas über 465 m ü. NHN am Nordwestfuß der Buchhalde und am Zulauf der linken Trockentalmulde Schnepfeltal (⊙).
- Gärtringer Talbach, von rechts und Süden auf 432,7 m ü. NHN[LUBW 2], 2,0 km und 11,4 km. Entsteht auf etwa 455 m ü. NHN im engen Flurgewann  Rük zwischen den Höhenwäldern Edelburg und Tannenwald neben der Straße von Aidlingen nach Gärtringen.

Mündung der Aid auf 411,5 m ü. NHN neben der Flussbrücke zum Wohngebiet an der gegenüberliegenden  Würmhalde von links und zuallerletzt Südwesten in die obere Würm (⊙).

### LUBW
Amtliche Online-Gewässerkarte mit passendem Ausschnitt und den hier benutzten Layern: Lauf und Einzugsgebiet der Aid

Allgemeiner Einstieg ohne Voreinstellungen und Layer: Daten- und Kartendienst der Landesanstalt für Umwelt Baden-Württemberg (LUBW) (Hinweise)
1. 1 2 3 4  Höhe nach dem Höhenlinienbild auf dem Hintergrundlayer Topographische Karte.
2. 1 2 3  Höhe nach blauer Beschriftung auf dem Hintergrundlayer Topographische Karte.
3. 1 2 3  Länge nach dem Layer Gewässernetz (AWGN).
4. ↑  Einzugsgebiet aufsummiert aus den Teileinzugsgebieten nach dem Layer Basiseinzugsgebiet (AWGN).
5. ↑  Einzugsgebiet nach dem Layer Basiseinzugsgebiet (AWGN).

### Andere Belege
1. 1 2  Albrecht Greule: Deutsches Gewässernamenbuch. Walter de Gruyter, Berlin / Boston 2014, ISBN 978-3-11-057891-1, S. 85, „Dachtel“ (Auszug in der Google-Buchsuche).
2. ↑  Friedrich Huttenlocher, Hansjörg Dongus: Geographische Landesaufnahme: Die naturräumlichen Einheiten auf Blatt 170 Stuttgart. Bundesanstalt für Landeskunde, Bad Godesberg 1949, überarbeitet 1967. → Online-Karte (PDF; 4,0 MB)
3. ↑  Abfluss-BW - Daten und Karten
4. ↑  Albrecht Greule: Deutsches Gewässernamenbuch. Walter de Gruyter, Berlin / Boston 2014, ISBN 978-3-11-057891-1, S. 28, „Aid“ (Auszug in der Google-Buchsuche).